# Tobias Trutwin
Tobias Trutwin (* 18. November 1964 in Bonn) ist ein deutscher Künstler.

## Leben
Tobias Trutwin ist ein Sohn des Theologen Werner Trutwin. Er studierte Kommunikationsdesign (Schwerpunkt Fotografie) an der Universität Essen (ehemals Folkwangschule), dann künstlerische Fotografie, zunächst unter Jürgen Klauke, anschließend und hauptsächlich studierte Trutwin jedoch bei Rudolf Bonvie.
1993 entstanden erste Arbeiten mit den Mitteln digitaler Bildverarbeitung. Er wechselte 1997 an die Leipziger Hochschule für Grafik und Buchkunst (HGB), um in der Klasse von Astrid Klein freie/bildende Kunst zu studieren. Sein Diplom (mit Auszeichnung) im Fachbereich Malerei in Leipzig machte er 2001. Das erweiterte Studium als Meisterschüler von Astrid Klein beendete er 2003.

## Arbeit und Werk
1998 entstand die erste am Computer generierte Glasarbeit – eine monumentale Arbeit, die den Film Pulp Fiction und den Genter Altar vermischt. Seitdem sind Glasarbeiten in unterschiedlichsten Formaten und Motiven zum Markenzeichen von Trutwins Arbeit geworden.
Hauptbeschäftigungsfelder seiner Arbeit sind das biblische Bilderverbot, die frühe flämisch/niederländische Malerei, allen voran vertreten durch Jan van Eyck, das gotische Kathedralfenster, als auch die Erforschung der Fragen: Was ist Kunst und wie funktioniert diese? Gleiche Fragen stellen sich für das Bild.
International bekannte Sammlungen haben Glasarbeiten von Tobias Trutwin erworben.
Tobias Trutwin lebte und arbeitete deutlich über zehn Jahre in Paris, seit Anfang 2006 ist er von Berlin aus tätig.

## Ausstellungen (Auswahl)
Teilnahme an vielen Ausstellungen im In- und Ausland.
- Musée d’art Moderne de la Ville de Paris
- Museum Kunstpalast Düsseldorf
- Einzelausstellung "4 kings", 2008[4]
- "Kultur bei den Minoriten" Graz
- Scope Miami
- Kasseler Kunstverein – Fridericianum, Kassel
- Media in Motion, Croatian Artists Society (HDLU), Zagreb[5]
- Mit Arbeiten bei Ausstellungen in Marseille, Köln, Berlin und New York vertreten